# Evolution Revo
Evolution Revo je ameriški ultralahki tricikel, ki ga je zasnovalo podjetje Evolution Trikes iz Zephyrhillsa, Florida. Zasnovan je na podlagi madžarskega Apollo Monsoon.
Revo je konvencionalne konfiguracije: ima visokonameščeno krilo s podpornimi žicami, odprt kokpit, dva sedeža v tandemu in propeler v konfiguraciji potisnik. Zrakoplov se usmerja s premikanjem teže. 
S polnim gorivom (57 L) je uporaben tovor 189 kilogramov. 
Poganja ga 100 hp (75 kW) Rotax 912ULS ali pa 80 hp (60 kW) Rotax 912UL.

## Specifikacije (Revo)
Podatki iz Bayerl
Splošne značilnosti
- Posadka: 1 pilot
- Število sedežev: 1 potnik
- Razpon kril: 30 ft 2 in (9,2 m)
- Površina kril: 145 sq ft (13,5 m2)
- Teža praznega letala: 529 lb (240 kg)
- Bruto teža: 1.036 lb (470 kg)
- Kapaciteta goriva: 15 U.S. gal (57 L; 12 imp gal)
- Pogon letala: 1 × Rotax 912ULS 4-valjni 4-taktni protibatni motor, 100 hp (75 kW)
- Propelerji: št. lopatic: 3

Zmogljivost
- Maks. hitrost: 62 mph; 54 kn (100 km/h)
- Potovalna hitrost: 50 mph; 43 kn (80 km/h)
- Hitrost pri porušitvi vzgona: 22 mph; 19 kn (35 km/h)
- Hitrost vzpenjanja: 1.140 ft/min (5,8 m/s)
- Obremenitev krila: 7,1 lb/sq ft (34,8 kg/m2)